# I-366
I-366 — підводний човен Імперського флоту Японії, який взяв участь у бойових діях Другої світової війни.

## Загальна інформація
Корабель спорудили у 1944 році на верфі компанії Mitsubishi в Кобе. Він належав до типу D (також відомий як клас I-361) та проєктом призначався для здійснення транспортних місій з метою постачання численних японських гарнізонів, які з другої половини 1942-го почали дедалі частіше потрапляти у блокаду союзних сил. Втім, для самозахисту на човні все-таки зберегли два торпедні апарати (без запасних торпед).

## Бойова служба
3 грудня 1944-го І-366 вийшов у свій перший транспортний рейс, маючи завдання доправити 51 тонну припасів на острів Паган у Маріанському архіпелазі (на той час американці вже кілька місяців як оволоділи основними островами архіпелагу, проте, за усталеною практикою, не витрачали сили на атаки всіх гарнізонів). Невдовзі після виходу човен потрапив у сильний шторм і втратив чимало контейнерів з продовольством, що були закріплені на його верхній палубі. За кілька діб поява ворожого літака вимусила І-366 екстрено зануритись, причому через технічну несправність човен опинився на глибині у 88 метрів, що дещо перевищувало нормальну проєктну та призвело до протікання через шахту перископа. Втім, увечері 14 грудня І-366 зміг розвантажитись на Пагані та прийняти у зворотній рейс 49 військовослужбовців, зокрема пілотів (оскільки частина пасажирів були поранені, шість з них померли на борту субмарини). 28 грудня човен повернувся до Йокосуки.
29 січня 1945-го І-366 вийшов з Йокосуки у другий транспортний похід до Мікронезії, при цьому серед його вантажу було авіаційне пальне та запасні частини для літаків, що мали здійснити розвідку атола Уліті (західні Каролінські острови), де союзники облаштували велику якірну стоянку. Остання кілька разів ставала ціллю для японських атак з використанням керованих торпед «кайтен», при цьому стандартний план цих спеціальних операцій включав попередню розвідку. 12 лютого човен прибув на атол Трук (тут тривалий час була головна база японського ВМФ у Океанії, проте в лютому 1944-го вона зазнала розгрому під час потужного рейду авіаносного з'єднання, а потім опинилась у блокаді), де полишив частину вантажу (можливо відзначити, що саме з цієї бази вилітали літаки до Уліті) та 33 тонни пального. 16 лютого І-366 дістався до острова Мерейон (атол Вулеаї за вісім сотень кілометрів на захід від Труку), де передав 51 тонну продовольства та амуніції і прийняв на борт 42 пасажири. 3 березня човен повернувся до Йокосуки.
Після другого транспортного рейсу І-366 призначили для переобладнання в носій керованих торпед «кайтен». У межах цього проєкту для розміщення п'яти «кайтенів» з човна зняли десантну баржу та палубну гармату.
На початку травня 1945-го І-366 мав вирушити у свою першу бойову місію, маючи завдання діяти проти кораблів союзників у районі між островом Окінава (за який вже більш як місяць вели важкі бої) та Маріанськими островами. Втім, 6 травня під час тренувань у Внутрішньому Японському морі човен підірвався на магнітній міні. Втім, за допомогою буксира І-366 зміг повернутись у порт, після чого проходив ремонт на верфі ВМФ у Куре.
У другій половині липня 1945-го човен відновив тренування, а 1 серпня вирушив у бойовий похід із завданням діяти в південній частині Філіппінського моря. 11 серпня дещо менш ніж за тисячу кілометрів на північ від Палау І-366 зустрів конвой, при цьому командир човна ухвалив рішення про використання всіх кайтенів попри занадто велику відстань. У підсумку вдалося запустити лише три апарати, які, ймовірно, витратили все пальне до того, як змогли досягнути ворожих кораблів (що не завадило командиру І-366 доповісти про потоплення трьох транспортів). 18 серпня (через кілька діб після капітуляції Японії) човен прибув до Куре, де потім здався союзникам.
1 квітня 1946-го І-366 затопили у Східнокитайському морі.